# Euparyphium inermo
Euparyphium inermo är en plattmaskart. Euparyphium inermo ingår i släktet Euparyphium och familjen Echinostomatidae. Inga underarter finns listade i Catalogue of Life.